# Gubkini járás

A Gubkini járás a Belgorodi területen

A Gubkini járás (oroszul Губкинский городской округ) Oroszország egyik járása a Belgorodi területen. Székhelye Gubkin.

## Népesség
- 2010-ben 33 561, a várossal együtt mintegy 120 000 lakosa volt.